# (66652) Borasisi
(66652) Borasisi (dénomination provisoire 1999 RZ253) est un objet transneptunien faisant partie des cubewanos.

## Description
Le transneptunien a été découvert le 8 septembre 1999 par l'équipe de Chadwick Trujillo, ferait environ 126 km de diamètre.
Le nom, adopté en 2007, provient du roman de Kurt Vonnegut Le Berceau du chat (titre original en anglais : Cat's Cradle) et de son allusion à la cosmogonie fictive « Bokononismus », dans laquelle Borasisi et Pabu sont les personnifications mythiques du Soleil et de la Lune.

## Lune
Le 23 avril 2003 les astronomes, Keith S. Noll, Denise C. Stephens et William M. Grundy découvrirent une lune autour de l'astéroïde orbitant à environ 4 528 ± 12 km.
Le diamètre du compagnon est estimé à environ 103 km, il s'agit donc d'un système double. Le satellite a été nommé Pabu. L'origine de ce nom puise dans la même fiction que Borasisi.